# Malabsorpční syndrom drůbeže
Malabsorpční syndrom drůbeže je závažné onemocnění zejména výkrmových kuřat (ale i kuřic nosného typu, krůt a perliček), charakterizované růstovou nevyrovnaností hejna, průjmem, chudokrevností, poruchami opeření a dalšími klinickými i patologickými nálezy svědčícími o poruše minerálního anebo vitaminového metabolismu.

## Původce
Původce není doposud jednoznačně definován. U kuřat a krůťat s příznaky zakrslosti byly ve střevním traktu prokázány astro-, adeno-, korona-, toga-, parvoviry i jiná agens, dosud neidentifikovaná. Nejčastěji se ale uvádí reovirové příčiny. Předpokládá se komplexní vliv infekčních a neinfekčních faktorů, působících rozdílnou vahou a v různých kombinacích, z čehož vyplývá velká variabilita klinických i patologických příznaků. 
Za důležitý predispoziční faktor se považuje nedostatečná pasivní imunita u vylíhnutých kuřat proti imunosupresivním infekcím, jako jsou infekční burzitida, Markova nemoc nebo infekční anémie kuřat. To umožňuje nejen časnou infekci kuřat těmito viry, ale i dalšími patogenními agens včetně stresových faktorů vnitřního i vnějšího původu (nedostatečná hygiena, přeskladnění hal a jiné stresory prostředí). 

## Příznaky
Ve většině případů dochází k narušení sliznice střeva, snížení příjmu živin a poškození pankreatu. Zánět a následná blokáda vývodů pankreatu omezuje jeho funkce. Exokrinní nedostatečnost pankreatu vede k poruchám trávení, nadměrnému vylučování tuku trusem (steatorea) a nedostatečné absorpci vitamínů rozpustných v tucích. Omezené vstřebávání vitamínu D a nedostatek vápníku se projevuje změnami kostí. Vznikající klinický syndrom může být komplikován gangrenózní dermatitidou.
Klinický obraz je kombinací různě intenzivně vyjádřených symptomů hypovitaminóz A, D a E, deficiencí minerálních látek (Ca a P) a reovirové artritidy. V postiženém hejnu kuřat nebo krůťat se pozoruje nedostatený růst v období mezi 2.-4. týdnem věku (výskyt 5-20 % zakrslíků), zvětšený objem dutiny tělní, žlutohnědý hlenovitý průjem se zbytky nestráveného krmiva ve výkalech, kulhání, rachitida, ztráta pigmentace kůže, běháků i zobáku a abnormální vývoj peří, pro které se někdy používá označení „helikoptérová nemoc“. Spotřeba krmiva zůstává většinou nezměněna, ale je zhoršené využití (konverze) krmiva. 
Variabilita klinických příznaků ovlivňuje také pitevní nález. Nacházet se mohou zánět žaludku a střev, atrofie pankreatu a centrálních lymfatických orgánů, rachitida, tibiální dyschondroplasie, nekróza hlavy kosti stehenní, artritidy a osteoporóza. 

## Diagnostika
Diagnostika malabsorpčního syndromu je vzhledem k nevyjasněné a pravděpodobně i multifaktoriální etiologii obtížná. Anamnéza, klinické příznaky a pitevní nález umožňují jen předběžnou diagnózu. Ke stanovení konečné diagnózy napomáhají mikrobiologické vyšetření, kontrola imunitního stavu hejna, hygieny, krmení a podmínek chovu. Případné pozitivní virové izolace se musí hodnotit opatrně. Nutné je odlišení hypovitaminóz (A, B, D a E), deficience minerálních látek (Ca, P, selen, mangan a zinek), reovirové artritidy, retikuloendoteliózy a kokcidióza.

## Léčba
Kauzální léčba není známa, spíše se řídíme podle klinického obrazu. Aplikovat se mohou vitamíny a minerální látky, v případě mikrobiálních komplikací se podávají antibiotikum a chemoterapeutika ke snížení ztrát. Preventivně bývá účinná imunizace rozmnožovacích chovů proti imunosupresivním infekcím. Vyžaduje se také odpovídající zoohygiena, správné krmení, dodržování koncentrace zvířat na plošnou jednotku, kontrola mikroklimatu a dezinfekce hal před naskladněním kuřat. Vzhledem k předpokládané reovirové etiologii napomáhají opatření bránící zavlečení nákazy do odchovu.